# Tchang Shan Tse
Tchang Shan Tse (ou Chang Shan-tse, 張善孖), né en 1882 à Neijiang et mort en 1940, est un peintre chinois.
Célèbre pour ses peintures de tigres,, il est le frère de Chang Dai-chien, également peintre.

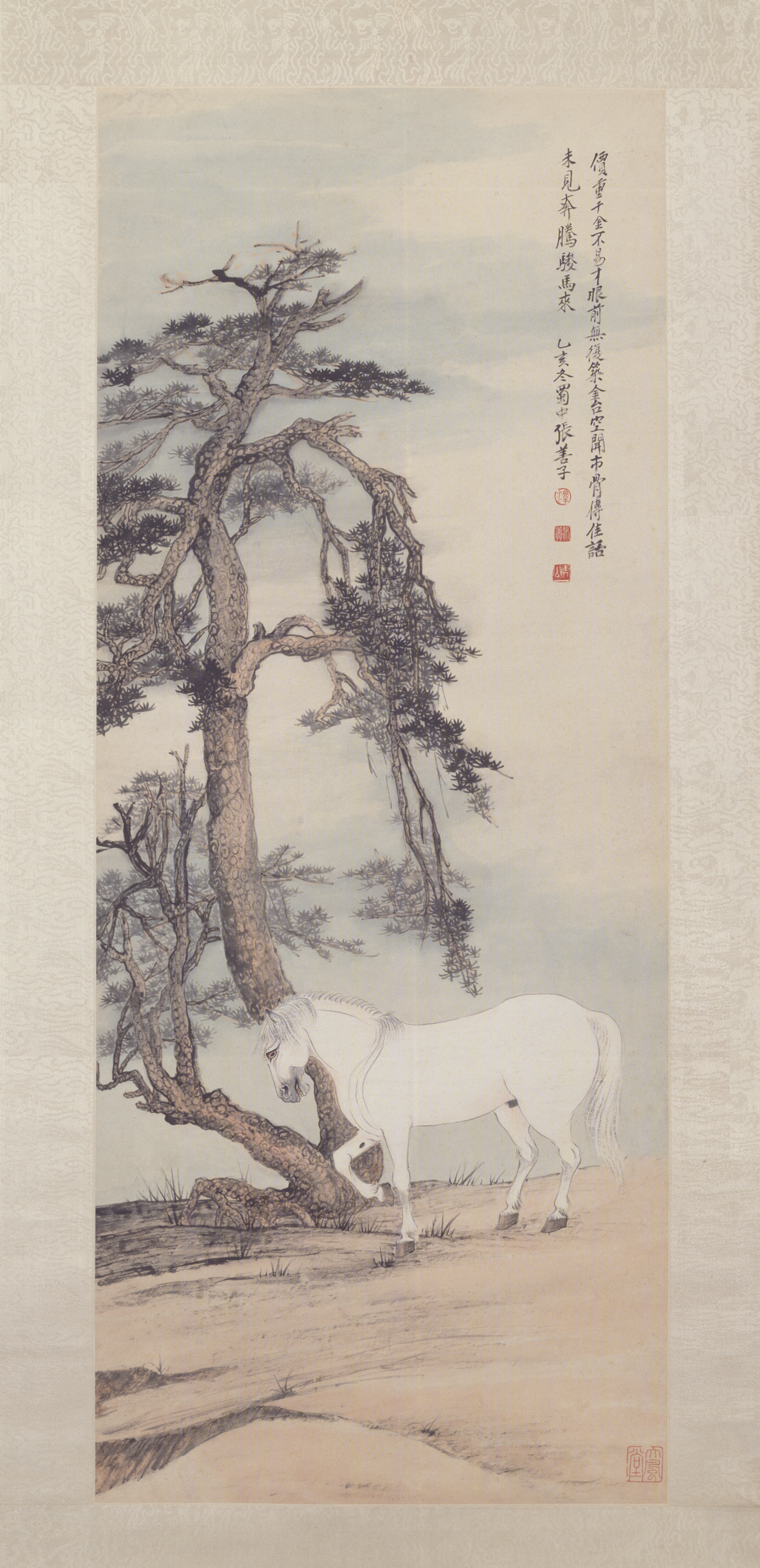
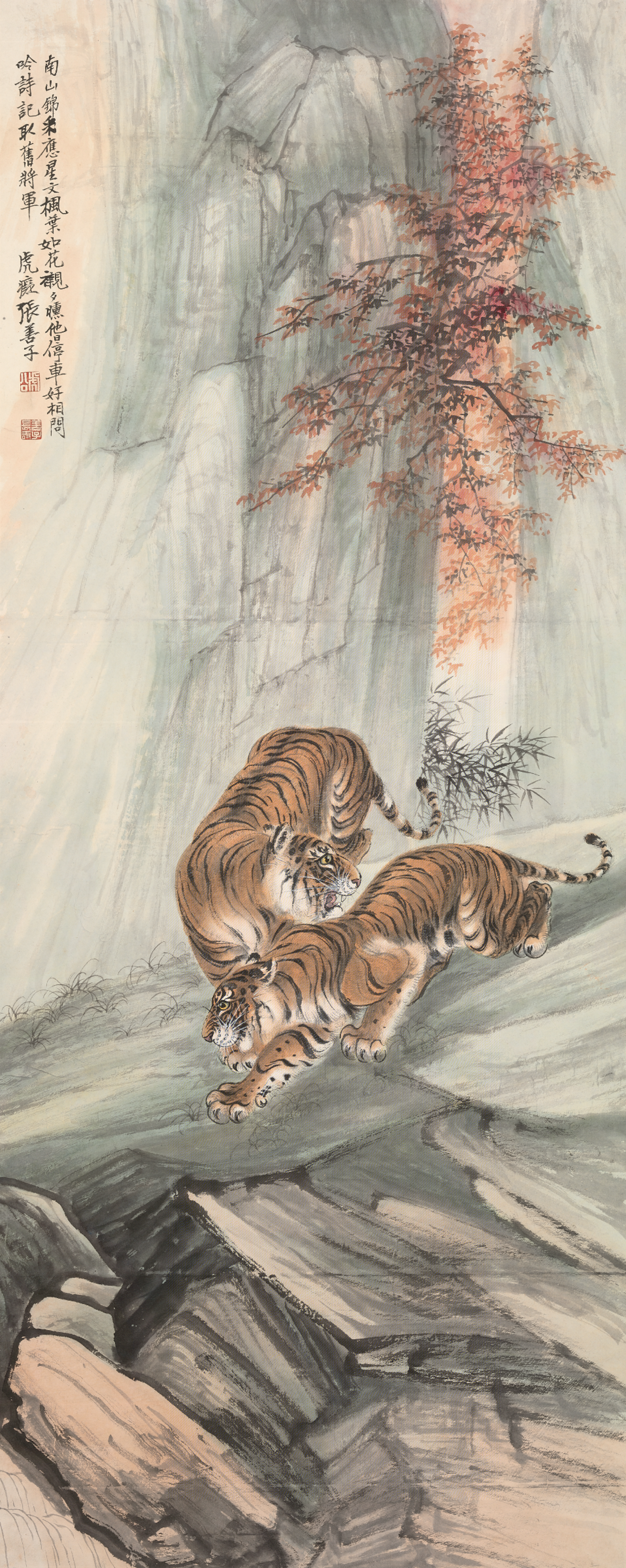
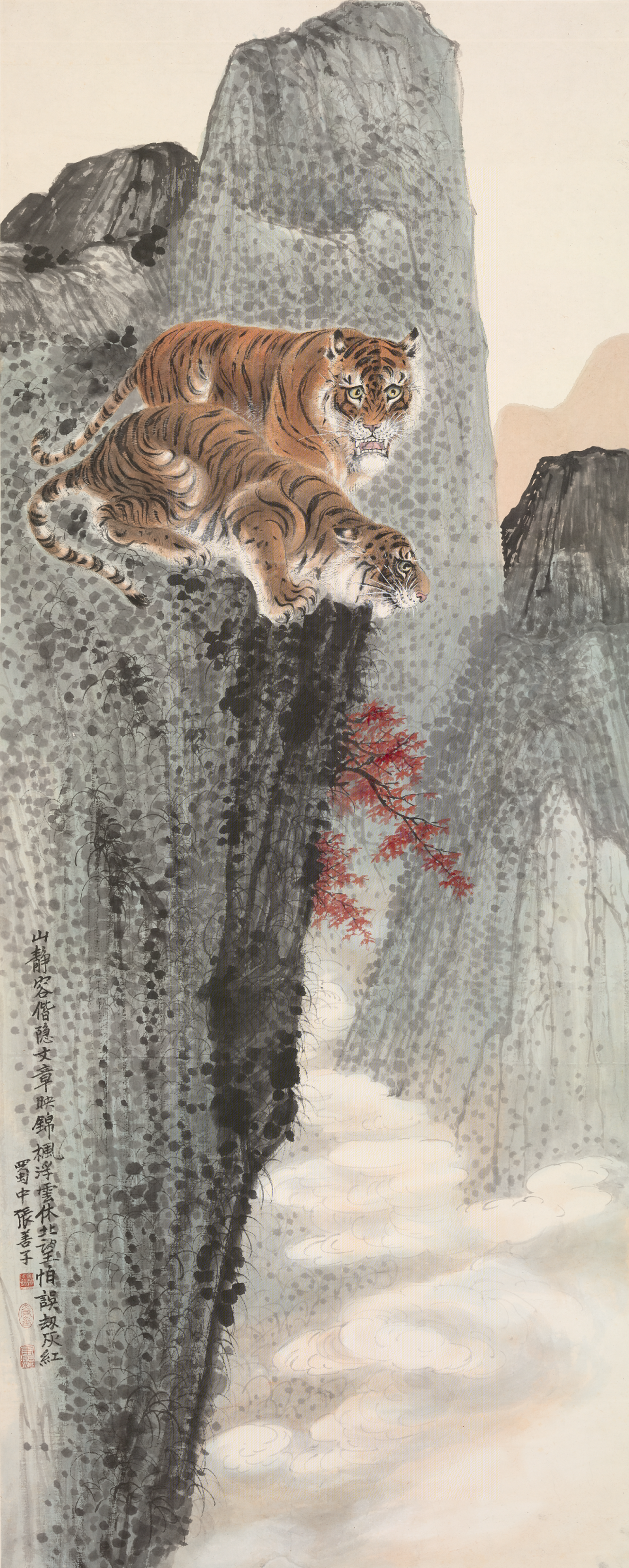
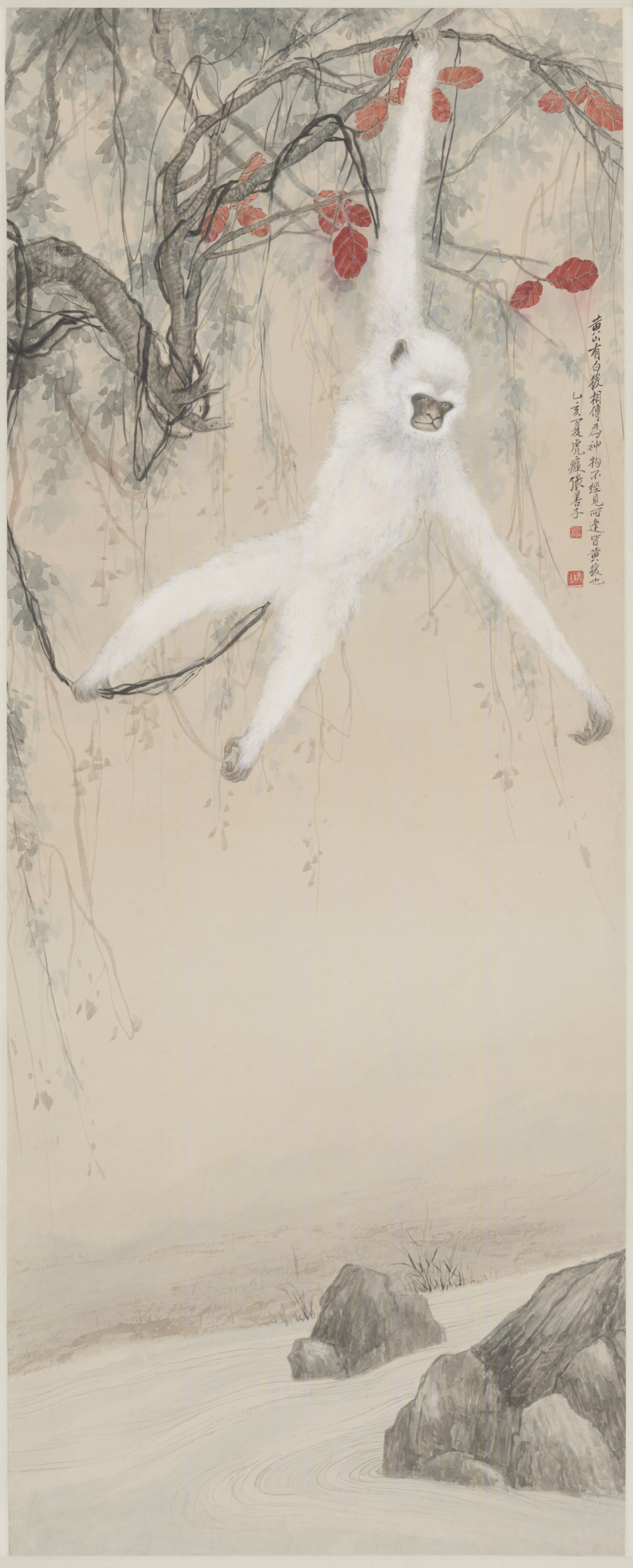
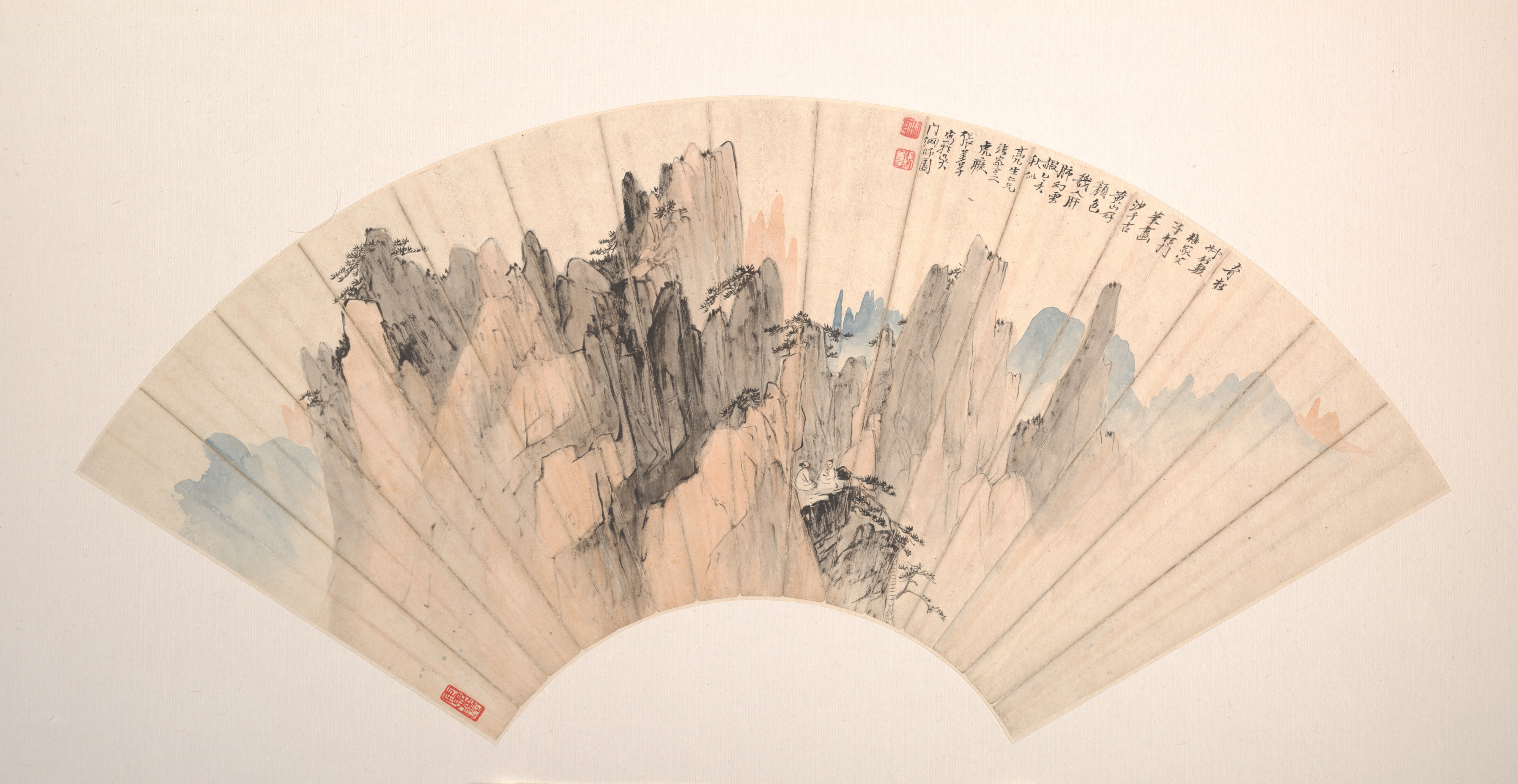